# Cosmorhoe edentata
Cosmorhoe edentata är en fjärilsart som beskrevs av Edward Alfred Cockayne 1953. Cosmorhoe edentata ingår i släktet Cosmorhoe och familjen mätare. Inga underarter finns listade i Catalogue of Life.